# Alice Sinno
Alice Sinno (Roma, 8 settembre 1992) è una velista italiana.
Nel 2016 ha partecipato ai Giochi olimpici di Rio de Janeiro nel 470 femminile con Elena Berta, piazzandosi in diciannovesima posizione